# Red Flag Line

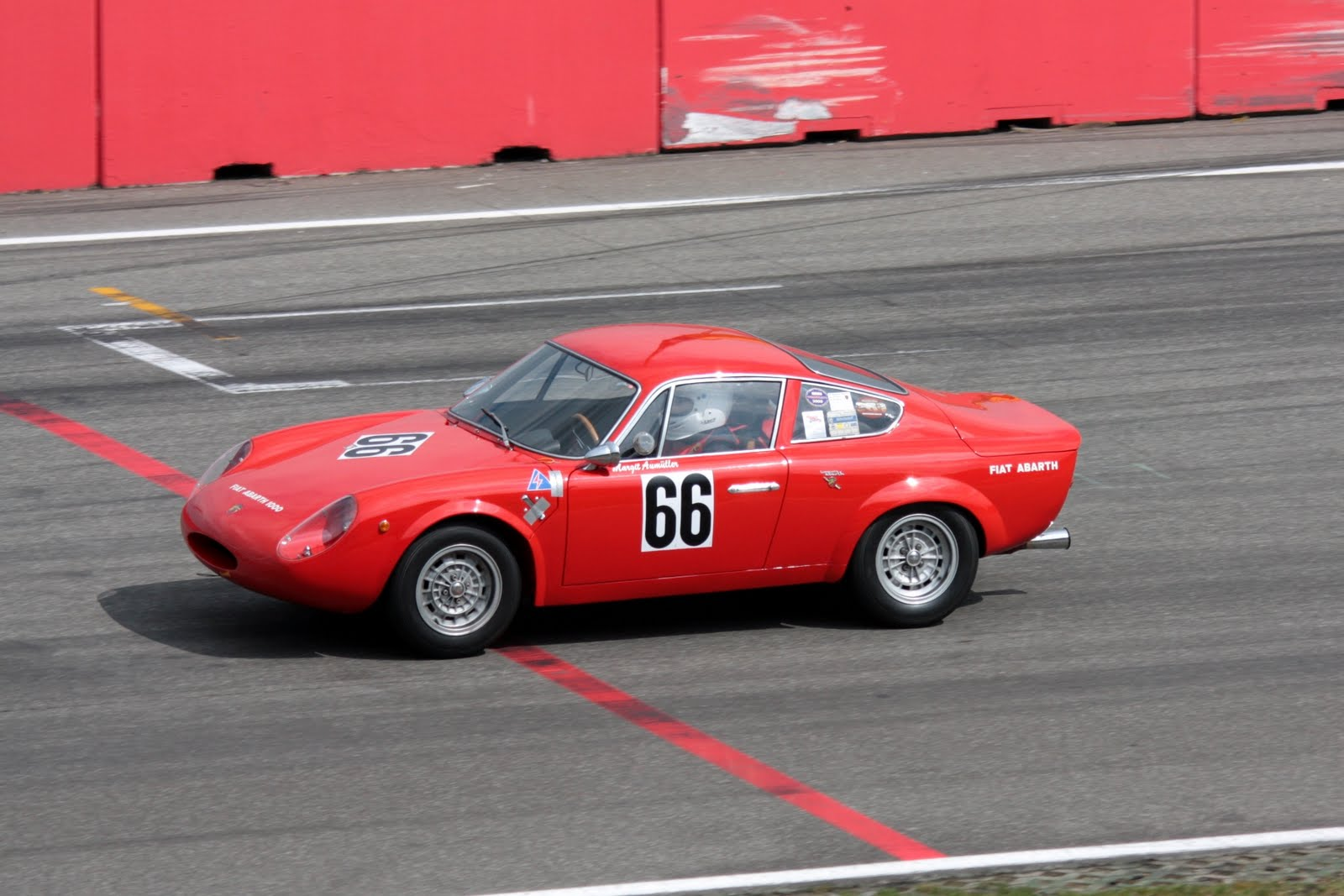
Red Flag Line

Red Flag Line, englisch für Linie der roten Flagge, ist eine auf Rundstrecken meist in Nähe der Ziellinie angebrachte, quer zur Rennstrecke verlaufende, 20 cm breite rote Linie, die bei einem Abbruch des Rennens durch die Rote Flagge, als Haltlinie für das führende Fahrzeug dient. In Ausnahmefällen sollen die Fahrer die Boxengasse aufsuchen. In der Boxengasse gibt es eine eigene Red Flag Line, die nicht genau in Höhe derer auf der Start-Zielgeraden sein muss.
Die Bestimmungen für den Parc fermé gelten nicht hinter der Red Flag Line; die Fahrzeuge dürfen betreut und geordnet werden. Bei einem Neustart wird von der Red Flag Line eine Einführungsrunde hinter dem Safety Car gestartet.
Auf einigen Rennstrecken ist die Red Flag Line deutlich entfernt von der Ziellinie; im Autódromo José Carlos Pace beispielsweise im Eingang von Kurve 1, nach dem Bremspunkt.  